# Neudorf (Sehmatal)
Neudorf je vesnice, místní část obce Sehmatal v německé spolkové zemi Sasko. Nachází se v zemském okrese Krušné hory a má přibližně 2 300 obyvatel.

## Historie
K datu 1. ledna 1999 se původně samostatná obec Neudorf spojila s obcemi Cranzahl a Sehma a vytvořila novou obec Sehmatal.

## Turistika
V centru je malá dílna „Zum Weihrichkarzl“ na výrobu vánočních františků a vonných svíček, kde si mohou vyrobit své výrobky i návštěvníci. Ve vsi je Muzeum polévek.

## Pamětihodnosti
- Fichtelbergbahn – přes Unterneudorf, Neudorf, Vierenstrasse a Kretscham-Rothensehmu vede úzkorozchodná železnice dlouhá 17,3 kilometru, končí v Oberwiesenthalu